# Château de Lindholmen
Le château de Lindholmen est un ancien château fortifié danois situé sur les rives du lac Börringe dans la commune de Svedala, en Scanie, dans la Suède actuelle.

## Histoire
Le château de Lindholmen est devenu une fortification importante pour la défense de la Scanie durant le Moyen Âge en raison de ses remparts défensifs et de ses doubles douves. À cette époque, une petite rivière et de dangereux marais rendent les alentours du château difficilement navigables. Il s’agit à l’origine d’un château privé, mais en 1339, il est remis à Magnus IV de Suède.

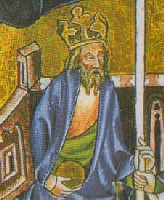
Le roi de Suède Albert de Mecklembourg

Après avoir été défait à la bataille de Falköping et déposé par Marguerite Ire de Danemark en 1389, le roi de Suède Albert de Mecklembourg y est retenu prisonnier pendant presque sept ans. Durant cette période, Stockholm refuse de se rendre et est assiégée. En 1395, la ligue hanséatique intervient pour trouver une solution à ce conflit. Marguerite Ire utilise alors le château pour mener des négociations de paix avec le roi de Suède qu’elle a déposé, Albert de Mecklembourg. Ce dernier est obligé de lui céder le trône de Suède. Les négociations durent seize jours et tant de personnes y assistent que des tentes doivent être érigées pour les accueillir.

### Destruction progressive
Au cours du XVe siècle, l’importance du château diminue. Il est démoli au XVIe siècle pour fournir des matériaux de construction pour le château de Malmöhus. Lorsque la Scanie devient suédoise en 1658, Charles X Gustave de Suède donne la propriété de Lindholmen et de l’abbaye de Börringe à son fils Gustaf Carlson. Ils sont vendus en 1723, puis les terres sont divisées en parcelles plus petites en 1827.

## Sources
- (en) Cet article est partiellement ou en totalité issu de l’article de Wikipédia en anglais intitulé « Lindholmen Castle » (voir la liste des auteurs).